# Радіотехнічні війська України
Радіотехнічні війська́ — рід військ у складі Повітряних сил України. На війська покладене завдання завчасно попередити про повітряний напад, вони є головним джерелом інформації про повітряну обстановку над Україною та навколо неї. Мережа підрозділів радіотехнічних військ створює суцільне радіолокаційне поле вздовж усього державного кордону, а окремі підрозділи військ прикривають важливі об'єкти та міста. Радіус виявлення імовірних загроз — до 300—400 км.
Радіотехнічні війська призначені для ведення радіолокаційної розвідки (англ. RADINT) повітряного, наземного та морського простору, розпізнавання виявлених цілей і сповіщення про них військ протиповітряної оборони країни, інших видів збройних сил, служби надзвичайних ситуацій, забезпечення наведення винищувачів на ціль, дій зенітних ракетних військ і виконання інших завдань.

## Історія
У серпні 2018 року з'явилася інформація щодо модернізації західного центру радіотехнічного спостереження (надгоризонтна радіолокаційна станція «Дніпро»), який перебуває в підпорядкуванні Національного центру управління та випробувань космічних засобів.
У січні 2019 року фахівці радіотехнічних військ ПС ЗСУ та вітчизняних підприємств-виробників радіолокаційного озброєння узгодили єдині протоколи обміну даними між радіолокаційними станціями (РЛС) різних видів та автоматизованою системою управління (АСУ) авіації і протиповітряної оборони.
На початку лютого 2019 року було розпочато заходи із модернізації наземних радіолокаційних запитувачів системи «Пароль» розпізнавання літаків «свій — чужий» відповідно до стандартів НАТО.
У лютому 2019 року під час випробувань модернізованих зенітно-ракетних комплексів «Тор» та «Куб» на Державному випробувальному полігоні «Ягорлик» у Херсонській області була помічена нова українська радіолокаційна станція УКХ діапазону Бурштин-1800. Вона призначена для автоматичного виявлення повітряних об'єктів, виявлення їх поточних координат за азимутом та дальністю, а також видачі радіолокаційної інформації користувачу. На відміну від представленої раніше станції ця була змонтована на вітчизняному шасі КрАЗ-7634.

## Структура
Станом на 2013 рік у складі радіотехнічних військ було 5 бригад:
- 1-ша радіотехнічна бригада — Липники
- 14-та радіотехнічна бригада — Одеса
- 138-ма радіотехнічна бригада — Васильків
- 164-та радіотехнічна бригада — Харків

Після анексії Криму Росією на базі 40-ї Кримської радіотехнічної бригади у складі Збройних силах РФ сформовано 3-й радіотехнічний полк.

## Розформовано

### 2006
- 808 окремий радіотехнічний вузол попередження про ракетний напад А3370, м. Севастополь[7]
- 1056 окремий радіотехнічний вузол попередження про ракетний напад А3432, м. Мукачеве Закарпатської області[7]

### 2014
- 40-ва радіотехнічна бригада — м. Севастополь[7]

## Оснащення
На озброєнні стоять РЛС, що залишились з часів СРСР. Після відновлення незалежності України на озброєння надходять РЛС Українського виробництва 35Д6 (НВК «Іскра») і П-18 (ПАТ «Холдингова компанія „Укрспецтехніка“»), інша техніка проходить капітальний ремонт та модернізацію.

## Командувачі
- полковник Оліферко Аркадій Арсентійович[8]
- генерал-майор Коротков Валерій Юрійович[9]